# Saint-Cloud Paris Stade Français 2014-2015
Questa voce raccoglie le informazioni riguardanti il Saint-Cloud Paris Stade Français nelle competizioni ufficiali della stagione 2014-2015.

## Organigramma societario
Area direttiva
- Presidente: Claude Orphelin
- Vicepresidente: Francis Kuhn, Jean-Yves Marsaleix, Alain François
- Segreteria generale: François Boisgibault

Area organizzativa
- Tesoriere: Jean-Michel Isaac Dognin

Area tecnica
- Allenatore: Stijn Morand
- Allenatore in seconda: Fabien Lagarde

## Rosa
| N° | Nome                 | Ruolo | Data di nascita   | Nazionalità sportiva |
| -- | -------------------- | ----- | ----------------- | -------------------- |
| 2  | Grace Carter         | C     | 10 agosto 1989    | Regno Unito          |
| 3  | Lisa Menet-Haure     | L     | 16 maggio 1994    | Francia              |
| 4  | Nina Coolman         | S     | 24 gennaio 1991   | Belgio               |
| 5  | Esther van Berkel    | S     | 31 agosto 1990    | Paesi Bassi          |
| 6  | Raphaëlle Giaoui     | S     | 16 febbraio 1991  | Francia              |
| 7  | Safiatou Zongo       | S     | 14 marzo 1994     | Francia              |
| 8  | Maud Catry           | C     | 4 settembre 1990  | Belgio               |
| 9  | Aminata Coulibaly    | C     | 27 settembre 1988 | Francia              |
| 10 | Flore Gravesteijn    | S     | 26 aprile 1987    | Paesi Bassi          |
| 11 | Karmen Kočar         | P     | 1º dicembre 1982  | Slovenia             |
| 12 | Belvanie Tita Muyaba | P     | 22 febbraio 1993  | Francia              |
| 15 | Sophie Nolier        | C     | 26 settembre 1988 | Francia              |
| 16 | Mathilde Fermaut     | C     | 30 ottobre 1996   | Francia              |
| 17 | Fanny Darieux        | S     | 18 ottobre 1995   | Francia              |